# NGC 5611
NGC 5611 ist eine 12,6 mag helle linsenförmige Galaxie vom Hubble-Typ S0 im Sternbild Bärenhüter und etwa 91 Millionen Lichtjahre von der Milchstraße entfernt.
Sie wurde am 29. April 1827 von John Herschel entdeckt.